# Коркуц, Евгений Леонидович
Евгений Леонидович Коркуц (1903—1989) — генерал-лейтенант Советской Армии, участник Гражданской и Великой Отечественной войн.

## Биография
Евгений Леонидович Коркуц родился 22 февраля 1903 года на станции Чудово (ныне — Новгородская область). С раннего возраста в жил в Старой Руссе. После окончания четырёх классов школы начал трудовую деятельность. В июле 1918 года Коркуц добровольцем поступил на службу в Рабоче-Крестьянскую Красную Армию. Участвовал в боях против немецких войск, формирований С. Н. Булак-Балаховича, Н. Н. Юденича, П. Н. Врангеля, Н. И. Махно. В боях был ранен, переболел сыпным тифом. Окончил Петергофские объединённые командные курсы, после чего служил на командных должностях в различных пехотных и кавалерийских частях. С августа 1938 года командовал 128-м кавалерийским полком 17-й кавалерийской дивизии. В августе 1941 года участвовал во вводе советских войск в Иран.
В октябре 1941 года дивизия Коркуца была переброшена на подступы к Москве, в район города Клина. Участвовал в боях под Солнечногорском, Крюковом, Клином, контрнаступлении под Москвой. В конце 1941 года он принял командование над 250-м кавалерийским полком 11-й кавалерийской дивизии. С октября 1942 года занимал должность заместителя командира 83-й кавалерийской дивизии. Весной 1943 года, когда дивизия вела ожесточённые бои против превосходящих сил противника и создалась угроза окружения, Коркуц был послан на опасный участок для выравнивания положения. Под его руководством была одержана крупная оперативная победа и захвачен важный в стратегическом отношении аэродром с большими трофеями. В августе-октябре 1943 года командовал 8-й гвардейской кавалерийской дивизией, а затем вплоть до конца войны командовал 59-й кавалерийской дивизией.
Участвовал в советско-японской войне. Действуя совместно с Монгольской народно-революционной армией, Коркуц сумел организовать и направить весь личный состав дивизии на своевременное и качественное выполнение поставленных задач. В условиях труднопроходимой гористой местности, по пустыням передовые части дивизии стремительно наступали, сея панику в боевых порядках японских войск. Во время боёв было взято в плен более 5 тысяч японских солдат и офицеров.
В 1948 году с отличием окончил Военную академию Генерального штаба Вооружённых Сил СССР. Командовал крупными частями и соединениями. В 1957—1959 годах возглавлял Управление боевой подготовки общественных соединений Министерства обороны СССР, В 1959—1963 годах находился в заграничной командировке. В марте 1966 года вышел в отставку. Проживал в Москве. Умер 14 сентября 1989 года, похоронен на Кузьминском кладбище Москвы.

## Награды
- Орден Ленина (21 февраля 1945 года);
- 3 ордена Красного Знамени (8 апреля 1943 года, 3 ноября 1944 года, 20 июня 1949 года);
- Орден Кутузова 2-й степени (28 сентября 1943 года);
- Орден Суворова 2-й степени (31 августа 1945 года);
- Медали «За боевые заслуги», «За оборону Москвы» и другие медали;
- Орден Красного Знамени Монгольской Народной Республики и другие иностранные награды.